# Utupuavisslare
Utupuavisslare (Pachycephala utupuae) är en fågel i familjen visslare inom ordningen tättingar.

## Utseende och läte
Hane utupuavisslare är en färgglad fågel med gyllengul buk, ett svart bröstband och svart huvud och rent vitt på strupen. Ryggen är guldfärgad och stjärten svart. Honan är avsevärt mer dämpad i färgerna, olivbrun ovan och gul under, med ljus strupe och brunt bröst. Bland lätena hörs en serie med spridda tunna visslingar. 

## Utbredning och systematik
Fågeln förekommer enbart på ön Utupua i sydcentrala Santa Cruzöarna. Den behandlades tidigare som en underart till Pachycephala vanikorensis, men urskiljs sedan 2024 som egen art.

## Levnadssätt
Utupuavisslaren hittas i de flesta miljöer, men undviker bebyggelse.

## Status
IUCN erkänner den inte som art, varför den inte placeras i någon hotkategori.